# Ричард Бойль, 1-й граф Бёрлингтон
Ричард Бойль, 1-й граф Бёрлингтон, 2-й граф Корк (англ. Richard Boyle, 1st Earl of Burlington, 2nd Earl of Cork; 20 октября 1612 — 15 января 1698) — англо-ирландский аристократ, государственный и военный деятель, лорд-верховный казначей Ирландии (1660—1695).

## Ранняя жизнь
Он родился в колледже в городке Йол, на юго-востоке графства Корк, Королевство Ирландия. Шестой ребенок и второй сын Ричарда Бойля (1566—1643), 1-го графа Корка (1620—1643), и его второй жены Кэтрин Фентон, дочери сэра Джеффри Фентона. Среди его братьев и сестер были химик Роберт Бойль и Кэтрин Джонс, леди Ранелаг. 13 августа 1624 года достопочтенный Ричард Бойль-Младший был посвящен в рыцари в доме своего отца в Йоле Генри Кэри, лордом Фолклендом, лордом-наместником Ирландии. Как достопочтенный сэр Ричард Бойль, он затем отправился в путешествие за границу с ежегодным пособием в размере 1 500 фунтов стерлингов.

## Гражданская война
В 1639 году молодой сэр Ричард Бойль взял на себя обязательство собрать, вооружить и снабдить 100 лошадей для участия в экспедиции английского короля Карла I Стюарта на север Англии против шотландцев. Для этого и других случаев его отец, лорд Корк, снабдил его 5 553 фунтами стерлингов. Сэр Ричард Бойл был возвращен в качестве члена парламента от Эпплби в Долгий парламент 1640 года и назначен членом Тайного совета Англии, но впоследствии был исключен из него за его роялистские симпатии после начала Гражданской войны в Англии.
Ричард Бойль и Мурроу О’Брайен, лорд Инчикуин, командовали роялистской армией, которая разгромила ирландскую иррегулярную армию в битве при Лискарролле 3 сентября 1642 года, тем самым сохранив протестантские интересы в Южной Ирландии до конца десятилетия. Год спустя (15 сентября 1643 года) с ирландцами было заключено перемирие. Затем, в декабре, Ричард Бойль обратился к королю за согласием взять его полк на службу в Англию и высадил своих людей близ Честера в феврале следующего года. Затем он отправился на помощь королю в графство Дорсет, снабдив этого монарха большими суммами денег для его дела.
Он сражался на протяжении всей Гражданской войны вплоть до окончательного разгрома роялистских сил. Победители оштрафовали его на 1631 фунт стерлингов, а затем он уехал за границу, вернувшись в Ирландию по просьбе правительства, датированной 2 января 1651 года.

## Пэрства и назначения
После смерти своего брата Льюиса Бойля (1619—1642), лорда Бойля из Киналмики, 2 сентября 1642 года Ричард Бойль унаследовал титул 2-го виконта Бойля из Киналмики. Кроме того, король Карл I Стюарт назначил его бароном Клиффордом из Лейнсборо в графстве Йорк 4 ноября 1644 года. Позднее он стал 2-м графом Корка после смерти своего отца 15 сентября 1643 года.
После Реставрации Стюартов 16 ноября 1660 года Ричард был назначен тайным советником и лордом-казначеем Ирландии. 22 февраля 1660 года он был назначен хранителем рукописей (Custos Rotulorum) графства Корк и Уотерфорд, а 19 марта 1660 года он был назначен одним из уполномоченных по урегулированию Ирландии после заявления короля об этом 30 ноября 1659 года. 25 июня 1661 года он занял свое место выше всех пэров в качестве Лорда-казначея в Ирландской Палате лордов в ирландском парламенте.
Король Англии Карл II Стюарт назначил Ричарда Бойля 1-м графом Бёрлингтоном 20 марта 1664 года, а 13 марта 1667 года Ричард был назначен лордом-лейтенантом Западного райдинга Йоркшира (1667, 1679—1678).
В 1667 году Ричард приобрел Берлингтон-хаус в незавершенном состоянии и приступил к его строительству. Этот дом был самым большим строением в его поместье в Бёрлингтоне, и его название произошло от его имени.
Лорд Бёрлингтон (как его обычно называли сокращенно с 1664 года) вместе с несколькими другими дворянами и епископами ирландской церкви выступал против попыток английского короля Якова II Стюарта восстановить католицизм и 17 ноября 1688 года обратился к королю с просьбой созвать парламент «регулярным и свободным во всех его обстоятельствах». Эта петиция встретила враждебный прием со стороны короля Якова. После прибытия Вильгельма Оранского в Англию король Яков II Стюарт перебрался в Ирландию, где в 1689 году созвал парламент, который принял акт возмездия против некоторых протестантов они были признаны неверными королю и конфисковали их поместья, среди которых был и граф Бёрлингтон (который также был графом Корком). Это было отменено на следующий год Вильгельмом Оранским, когда он взошел на английский королевский престол.
3 марта 1691 года Ричард Бойль был назначен членом недавно созданного общества Королевского рыболовства в Ирландии.

## Семья и смерть
В возрасте 22 лет, 5 июля 1635 года в замке Скиптон Ричард Бойль женился на 21-летней леди Элизабет Клиффорд (18 сентября 1613 — 6 января 1690/1691), дочери Генри Клиффорда, 5-го графа Камберленда (1592—1643) и леди Фрэнсис Сесил (1593—1644). У них было шестеро детей:
- Чарльз Бойль, 3-й виконт Дангарван (12 декабря 1639 — 12 октября 1694)
- Ричард Бойль (? — 3 июня 1665), погибший в битве при Лоустофте.
- Фрэнсис Бойль, 1-й муж — полковник Фрэнсис Кортни, 3-й баронет, 2-й муж с 1662 года Уэнтуорт Диллон, 4-й граф Роскоммон (1637—1685).
- Элизабет Бойль (? — 1 сентября 1725), которая в 1664 году вышла замуж за Николаса Тафтона, 3-го графа Тейнета (1631—1679).
- Мэри Энн Бойль (? — 14 сентября 1671), которая в 1667 году вышла замуж за Эдварда Монтегю, 2-го графа Сандвича (1647/1648 — 1688).
- Генриетта Бойль (1646 — 12 апреля 1687), которая в 1665 году вышла замуж за Лоуренса Хайда, 1-го графа Рочестера (1642—1711).

Лорд Бёрлингтон скончался 6 января 1698 года и был похоронен 3 февраля 1698 года в Лондонсборо в Йоркшире. Ему наследовал его внук Чарльз Бойль, 2-й граф Берлингтон (1669—1704).